# Fryday
Fryday — соціальний клуб для професіоналів, який організовує соціальні та бізнесові події в Східній Європі та Центральній Азії. На даний час клуб активно діє в Вірменії, Білорусі, Болгарії, Чехії, Грузії, Казахстані, Латвії, Литві, Молдові, Польщі, Румунії, Росії та Україні.
Спільнота Fryday складається з космополітів професіоналів, власників бізнесів, урядових чиновників та медіа представників. Мета спільноти Fryday — допомогти людям налагодити контакти між собою та обмінятись ідеями.

## Історія
Fryday Київ був створений трьома шведами, які проживають в Києві: Густав Гултгрен, Ульріка Кер'є та Андерс Остлунд. Перша зустріч відбулась 21 квітня 2010 року за участі 17 гостей в Києві. Станом на 2012 рік зустрічі відвідують уже більше 500 людей.

## Концепції
Є дві концепції Fryday:
1. Fryday Afterwork — невимушена подія для бізнес-спілкування, яка збирає приблизно 500 гостей та відбувається кожну другу п'ятницю у найпрестижніших місцях міста. Вхід на Afterwork є безкоштовним[2].
2. Fryday W має більш тематичний та професійний підхід. Як правило на W зустрічах збирається менше гостей, приблизно 150, які зацікавлені в темі доповідача. Вхід на Fryday W для відвідувачів становить 10 євро[3].

Весною 2013 року спільнотою було запущено сайт Socialite.nu [Архівовано 24 червня 2013 у Wayback Machine.] для ще більш тісної бізнес соціалізації.

## Fryday філії
Київ має найчисельнішу спільноту Fryday. В вересні 2011 Fryday також започаткувався в Алмати (Казахстан), згодом в січні у Тбілісі (Грузія) та Астані (Казахстан) у березні 2012 року. Серед українських міст Fryday спільноти мають також: Харків (з березня 2012 року), Дніпропетровськ (з квітня 2012 року) та Львів (з липня 2012 року).